# Grajaú
Grajaú – miasto i gmina w Brazylii leżące w stanie Maranhão. Gmina zajmuje powierzchnię 8863,570 km². Według danych szacunkowych w 2016 roku miasto liczyło 68 458 mieszkańców. Położone jest około 500 km na południowy zachód od stolicy stanu, miasta São Luís, oraz około 1300 km na północ od Brasílii, stolicy kraju. 
W 2014 roku wśród mieszkańców gminy PKB per capita wynosił 8111,75 reais brazylijskich.